# ناثان هولدر
ناثان هولدر هو لاعب كرة قدم هولندي، ولد في 2 مايو 2002.

## وصلات خارجية
- ناثان هولدر على موقع قاعدة بيانات كرة القدم.إي يو (الإنجليزية)
- ناثان هولدر على موقع ناشيونال فوتبول تيمز (الإنجليزية)
- ناثان هولدر على موقع Soccerway.com (الإنجليزية)